# 여수시 을
여수시 을은 대한민국의 국회의원 선거구이다. 전라남도 여수시 일부를 관할한다. 현 지역구 국회의원은 더불어민주당의 조계원이다.

## 역사
대한민국 제17대 국회의원 선거를 앞두고 여수시 선거구가 갑, 을로 분구되면서 신설되었다. 신설 당시 여수시 소라면, 율촌면, 화양면, 화정면, 둔덕동, 쌍봉동, 시전동, 여천동, 주삼동, 삼일동, 묘도동을 관할하였으며 나머지 지역은 여수시 갑이 되었다.
제21대 국회의원 선거를 앞두고 삼일동, 묘도동을 여수시 갑 선거구로 내주었다.
제22대 국회의원 선거를 앞두고 화정면과 둔덕동을 여수시 갑 선거구에 내주었다.

## 관할 구역
| 대수      | 관할 구역 |
| --------- | --- |
| 17대~19대 | 여수시 소라면, 율촌면, 화양면, 화정면, 미평동, 둔덕동, 만덕동, 쌍봉동, 시전동, 여천동, 주삼동, 삼일동, 묘도동 |
| 20대      | 여수시 소라면, 율촌면, 화양면, 화정면, 둔덕동, 쌍봉동, 시전동, 여천동, 주삼동, 삼일동, 묘도동                 |
| 21대      | 여수시 소라면, 율촌면, 화양면, 화정면, 둔덕동, 쌍봉동, 시전동, 여천동, 주삼동                                 |
| 22대~     | 여수시 소라면, 율촌면, 화양면, 쌍봉동, 시전동, 여천동, 주삼동                                                 |

## 역대 국회의원
| 선거   | 정당 | 정당         | 의원   |
| ------ | ---- | ------------ | ------ |
| 2004년 |      | 열린우리당   | 주승용 |
| 2008년 |      | 통합민주당   | 주승용 |
| 2012년 |      | 민주통합당   | 주승용 |
| 2016년 |      | 국민의당     | 주승용 |
| 2020년 |      | 더불어민주당 | 김회재 |
| 2024년 |      | 더불어민주당 | 조계원 |

## 역대 선거 결과

### 대한민국 제17대 국회의원 선거
|  | 66.90% |

|  | 20.42% |

|  | 12.67% |

### 대한민국 제18대 국회의원 선거
|  | 83.86% |

|  | 5.96% |

|  | 5.47% |

|  | 4.69% |

### 대한민국 제19대 국회의원 선거
|  | 70.50% |

|  | 17.36% |

|  | 6.27% |

|  | 5.86% |

### 대한민국 제20대 국회의원 선거
|  | 50.42% |

|  | 36.80% |

|  | 6.16% |

|  | 4.19% |

|  | 2.41% |

### 대한민국 제21대 국회의원 선거
|  | 71.58% |

|  | 19.81% |

|  | 4.88% |

|  | 3.71% |

### 대한민국 제22대 국회의원 선거
|  | 68.01% |

|  | 22.37% |

|  | 5.29% |

|  | 4.32% |